# George Goschen, 1. Viscount Goschen

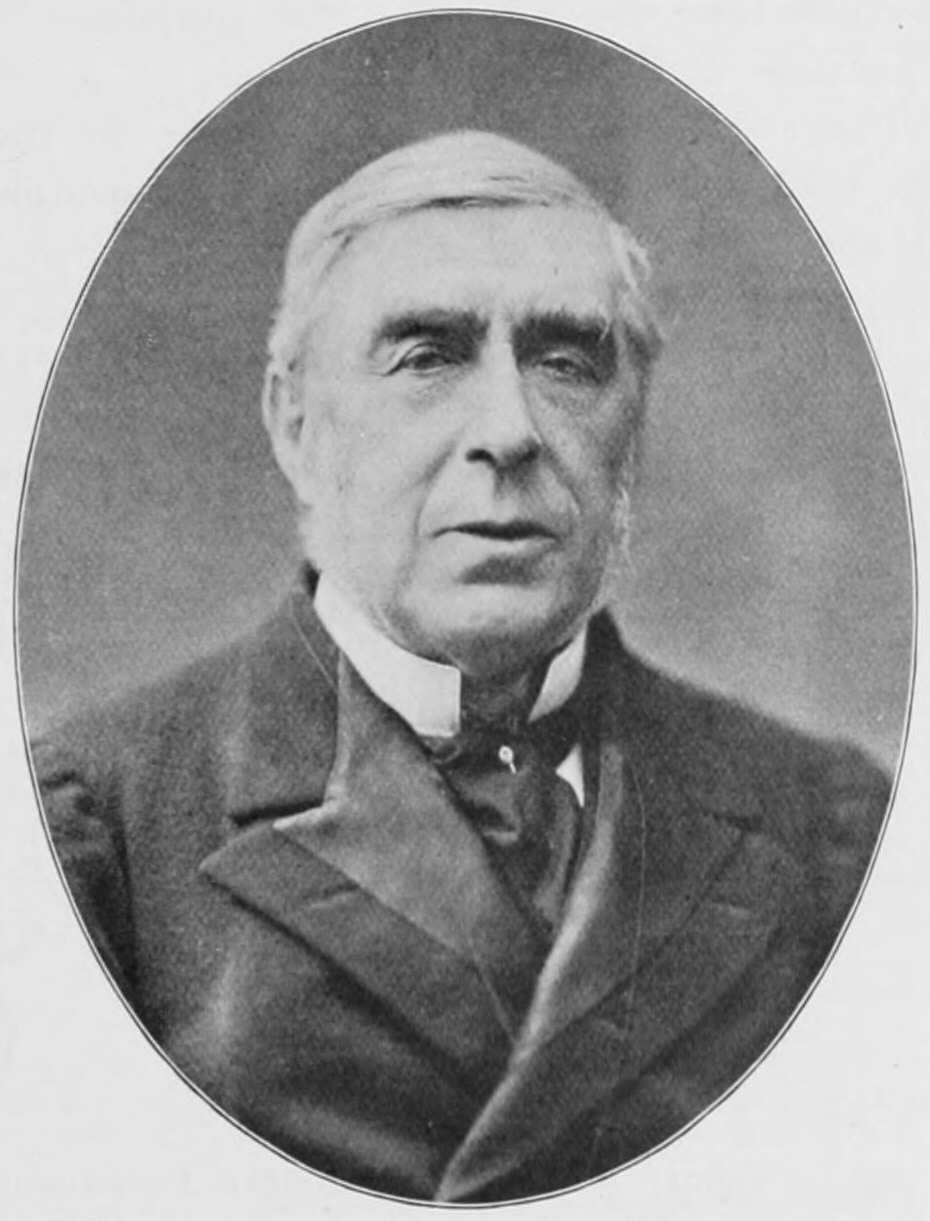
George Goschen, 1. Viscount Goschen (Fotografie vor 1903)

George Joachim Goschen, 1. Viscount Goschen (* 10. August 1831 in London; † 7. Februar 1907 ebenda; auch Georg Joachim Göschen) war ein britischer Politiker und Geschäftsmann.

## Leben und Wirken
George Joachim Goschen war der Sohn des deutschen Kaufmanns Wilhelm Heinrich Göschen (William Henry Goschen; 1793–1866), Bruder von Edward Goschen sowie Enkel des sächsischen Verlegers Georg Joachim Göschen. Goschen besuchte die Rugby School in Rugby unter Tait und das Oriel College der University of Oxford.
1851 trat er in das Bankhaus seines Vaters “Frühling & Göschen” (gegründet 1814), in Austin Friars, London ein. 1853 wurde er Direktor bei der Bank of England. 1863 und 1865 wurde er als Vertreter der City of London ins House of Commons entsandt. Im selben Jahr wurde er stellvertretender Handelsminister und Paymaster General (Staatsminister im Finanzministerium), 1866 übernahm er den Posten des Chancellor of the Duchy of Lancaster und wurde so Regierungsmitglied im Range eines Kabinettsministers.
1868 ernannte Gladstone ihn zum Vorsitzenden des Ausschusses über die Ausarbeitung des Gesetzes über die Armut (Poor Law Board). Seine Schwester Marion (1845–1877) heiratete 1869 den späteren sächsischen Ministerpräsidenten Georg von Metzsch-Reichenbach.
Als Liberaler amtierte er von 1871 bis 1874 als Erster Lord der Admiralität (Marineminister) unter Gladstone. Von 1874 bis 1880 war er Gouverneur der Hudson’s Bay Company. 1880 schlug er einen erneuten Einzug in die Regierung Gladstone ebenso wie den Posten des Vizekönigs von Indien aus, wurde aber Botschafter im Osmanischen Reich.
Als Mitglied der Liberalen Unionisten bekleidete er von 1887 bis 1892 das Amt des Schatzkanzlers in der Regierung Salisbury in der Nachfolge des zurückgetretenen Lord Randolph Churchill. Von 1895 bis 1900 fungierte er erneut als Marineminister, nunmehr als Mitglied der Conservative Party.
Im Bildungsbereich machte Goschen sich verdient durch seinen Beitrag zur Abschaffung der Religionsprüfungen für alle Studenten und zur Erhöhung der Zahl der britischen Universitäten. Dafür erhielt er verschiedene Ehrungen von britischen Universitäten. Ferner war er ein starker Verfechter des Freihandels.
Von 1886 bis 1888 war er Präsident der Königlichen Statistischen Gesellschaft. 1900 wurde er als Viscount Goschen zum Peer erhoben und 1905 zum Mitglied (Fellow) der British Academy gewählt. Bereits seit 1872 war er Fellow der Royal Society. Er starb Anfang 1907.